# Manfred Birth
Manfred Birth (* 3. Juli 1943 in Heiligenbeil/Ostpreußen) ist ein deutscher Politiker. Von 1988 bis 2011 war er Bürgermeister der Stadt Gifhorn in Niedersachsen.

## Leben
Seine Familie wurde 1947 vertrieben und flüchtete nach Hurrel in der Nähe von Oldenburg. Dort wuchs Birth als Sohn einer Kriegerwitwe auf. Er wohnt seit 1967 in Gifhorn.
Birth gehörte lange dem Kreisvorstand der CDU an und seit 1976 dem Rat der Stadt Gifhorn. Er war seit 1988 ehrenamtlicher Bürgermeister und kandidierte am 15. Dezember 2004 als Einzelbewerber für das neu geschaffene Amt des hauptamtlichen Bürgermeisters der Stadt Gifhorn. Er wurde mit 52,2 % im ersten Wahlgang gewählt. Er übte das Amt als hauptamtlicher Bürgermeister bis 2011 aus. In seiner Zeit wurde unter anderem die Gifhorner Stadthalle und das Schwimmbad „Allerwelle“ gebaut.
1998 war Birther CDU-Kandidat für den niedersächsischen Landtag, er unterlag jedoch Uwe-Peter Lestin mit einer Differenz von 1427 Stimmen. Er gehörte 18 Jahre lang dem Gifhorner Kreistag und 35 Jahre dem Rat der Stadt Gifhorn an. Von der Stadt Gifhorn wurde er mit den Titeln „Altbürgermeister und Ehrenbürger der Stadt Gifhorn“ geehrt.

## Familie
Manfred Birth ist seit 1967 mit seiner Frau Heike verheiratet. Die beiden haben zwei Töchter und zwei Enkelsöhne.
| Personendaten    | Personendaten                   |
| ---------------- | ------------------------------- |
| NAME             | Birth, Manfred                  |
| KURZBESCHREIBUNG | deutscher Politiker (parteilos) |
| GEBURTSDATUM     | 3. Juli 1943                    |
| GEBURTSORT       | Heiligenbeil, Ostpreußen        |